# Marcelo Morales
Marcelo Morales (ur. 9 października 1966) – argentyński piłkarz występujący na pozycji pomocnika.

## Kariera piłkarska
Od 1987 do 2004 roku występował w Temperley, Independiente, Urawa Reds, Emelec, Deportivo Español, Barcelona SC, Ferro Carril Oeste, Arsenal Sarandí, Tigre i Audaz Octubrino.